# Bitka kod Kurska
Kurska bitka (5. srpnja - 23. kolovoza 1943.) vođena je između sovjetskih i njemačkih snaga tijekom ljeta 1943. godine. To je najveća tenkovska bitka u povijesti ratovanja i najznačajnija saveznička pobjeda tijekom 1943. godine.

## Uvod
Nijemci su, slično kao i prethodne dvije godine, za ljeto na istočnom frontu planirali veliku ofanzivu koja je konačno trebala slomiti Crvenu armiju. No ovaj put su imali daleko manje resursa, pa je opseg ofenzive bio još ograničeniji.
Početkom 1943. godine Istočni front se stabilizirao. Jedina točka fronta koja je odskakala od te stabilizacije bila je izbočina kod mjesta Kursk, gdje su Sovjetske snage držale poluizolirani džep i namjera njemačkih kopnenih snaga (Wehrmacht) bila je izolirati i potom razbiti taj džep istovremenim udarom sa sjevera i juga. Tako "poravnati" front bi uštedio dosta snaga Nijemcima za daljni nastavak rata. Ako bi ofenziva dobro krenula, bilo je u planu s juga obuhvatiti Moskvu i nanijeti odlučujući udarac SSSR-u. Nijemci su velike nade polagale u nove tipove tenkova kao što su Panzer VI "Tigar" i Panzer V "Pantera".
Ofenziva je planirana da započne tijekom svibnja pod tajnim nazivom Zitadelle (tvrđava, citadela). Međutim, već je od priprema plan bio osuđen na propast. Sovjetske su snage, posredstvom špijunske mreže u Švicarskoj (pod tajnim imenom 'Lucy') saznale za planove. Nadalje, Hitler je kontinuirano odgađao ofenzivu dok nova oružja (primarno Panther tenkovi) ne budu spremna da se pridruže u ofenzivi.
Tako je njemačka ofenziva pokrenuta tek 5. srpnja, do kada su Sovjeti teško utvrdili to područje, pripremivši tri linije obrane i gurnuvši u džep većinu svoje operativne rezerve.
U bitci je s njemačke strane angažirano 50 divizija (od kojih 14 oklopnih i 2 motorizirane) - ukupno oko 800.000 vojnika, 2700 tenkova i samovoznog topništva, 10.000 topova i minobacača, uz podršku oko 2.000 zrakoplova, a sa sovjetske 12 armija (od kojih 2 oklopne). Rusi su imali izvjesnu brojčanu nadmoćnost u ljudstvu i naoružanju - 20.000 topova i minobacača, 920 raketnih bacača (kaćuša), 3600 tenkova, uz podršku 2400 zrakoplova.

## Bitka
Napad je krenuo istovremenim udarom sa sjevera pod zapovjedništvom Modela (Grupa armija Centar) i juga pod zapovjedništvom von Mansteina (Grupa armija Jug). Sjeverni je udar napredovao vrlo slabo, ali je na jugu uspješno probijena sovjetska obrana.
Međutim, teški otpor, preslabe njemačke snage i česti kvarovi na novoj i neisprobanoj opremi (tenkovi Panzer V Panther) doveli su do usporavanja ofenzive u svega dva tjedna. Kod mjesta Prokhorovka, sovjetske su snage lansirale siloviti tenkovski protuudar koji je doveo do golemog sudara tenkova, vjerojatno najvećeg u povijesti. Iako je rezultat bio taktički neodlučan, Sovjeti su sa svojim inferiornijim T-34 tenkovima Nijemcima uspjeli zadati gubitke koje ovi nisu bili u stanju nadoknaditi. Nijemci su nakon toga zastali na dostignutim položajima, ali se vrlo brzo pokazalo kako su toliko iscrpljeni da više nisu u stanju zaustaviti sovjetsku protuofenzivu, koja je odmah započela, prvo na sjeveru, a mjesec dana kasnije i na jugu.
Istovremeno, zapadni su Saveznici izvršili invaziju na Siciliju što je dovelo do povlačenja nekih jedinica i još daljnjeg usporavanja ofenzive. Nakon što su tako oslabljene, Njemačke snage nisu bile spremne za sovjetski protuudar koji je uslijedio. Nakon zaustavljanja njemačkog proboja, ruske su snage izvele uspješan i dugo pripreman protunapad i do 23. kolovoza Nijemci su poraženi i bačeni daleko od početnih položaja.

## Kraj
Do kraja 1943. godine, Sovjeti su oslobodili veliki dio Ukrajine, uključujući i Kijev početkom studenog. Pobjedom Crvene armije u ovoj bitci, inicijativa na Istočnom frontu prešla je trajno na sovjetsku stranu. Od tada pa sve do kraja rata njemačke jedinice se nalaze u konstantnoj defenzivi.
Nijemci su imali oko 60.000 poginulih i oko 150.000 ranjenih vojnika. Stvarni ruski gubici objelodanjeni su tek 1991. godine i iznosili su oko 254,470 poginulih, uz velik broj ranjenih i nestalih.

## Vanjske poveznice
Sestrinski projekti
|  | Zajednički poslužitelj ima stranicu o temi Bitka kod Kurska    |
|  | Zajednički poslužitelj ima još gradiva o temi Bitka kod Kurska |